# Karl Österberg
- För konstnären Karl Österberg se Karl Österberg

Karl Isak Österberg, född 19 december 1894 i Billnäs, Finland, död 21 oktober 1975, var en svensk friidrottare (höjdhopp).
Han tävlade för IK Viljan i Strängnäs, samt för Linköpings AIK.

## Främsta meriter
Österberg hade det svenska rekordet i höjdhopp 1925–1937. Han vann också SM i höjdhopp 1925.

## Idrottskarriär

### Höjdhopp
Den 19 juni 1925 förbättrade Österberg i Stockholm Bo Ekelunds svenska rekord i höjdhopp från 1919 (1,93), med ett hopp på 1,95. Rekordet skulle han få behålla till 1937 då Kurt Lundqvist slog det (han hoppade 1,98). Österberg vann även SM 1925 på Stadion (1,90). Dessförinnan var han SM-trea tre år i rad (1922–1924)och han representerade vid samtliga dessa fyra tillfällen IK Viljan. 1926 blev han tvåa på SM och då representerade han Linköping.